# Louis Mountbatten
Louis Francis Albert Victor Nicholas Mountbatten, I conte Mountbatten di Birmania, nato principe Louis di Battenberg (Frogmore House, 25 giugno 1900 – Mullaghmore, 27 agosto 1979), meglio noto come Lord Mountbatten, fu un ammiraglio e uomo di Stato britannico, zio materno del principe Filippo, duca di Edimburgo e marito della regina Elisabetta II, e lontano cugino della regina stessa.
È noto per essere stato l'ultimo viceré dell'impero anglo-indiano e il primo governatore generale dell'India indipendente. Dal 1954 al 1959 fu capo di stato maggiore della Marina britannica e da quella data al 1965 della difesa. Morì nel 1979 a Mullaghmore, nella baia di Sligo nella Repubblica d'Irlanda, a seguito di un attentato ordito dagli indipendentisti dell'IRA che fecero esplodere con un ordigno l'imbarcazione a bordo della quale si trovava.

## Biografia

### Infanzia e giovinezza
Lord Mountbatten nacque a Frogmore House, a Windsor in Inghilterra, come Sua Altezza Serenissima principe Louis di Battenberg. Era il figlio più giovane (il secondo maschio) del principe Luigi di Battenberg e della moglie, principessa Vittoria d'Assia e del Reno.
I suoi nonni materni erano Luigi IV, granduca d'Assia e del Reno, e la principessa Alice del Regno Unito, che era una figlia della regina Vittoria e del principe Alberto di Sassonia-Coburgo-Gotha.
I nonni paterni erano invece il principe Alessandro d'Assia e la principessa Julia di Battenberg. Il matrimonio dei suoi nonni paterni era di tipo morganatico, perché la nonna non era di lignaggio reale; come conseguenza, lui ed il padre ebbero il trattamento di Altezza Serenissima invece che di Altezza Granducale e non potevano essere considerati principi d'Assia, quindi venne dato loro il meno prestigioso titolo principi di Battenberg.
I suoi fratelli e sorelle furono la principessa Alice di Grecia (madre del principe Filippo, duca di Edimburgo), la regina Luisa di Svezia e George Mountbatten, II marchese di Milford Haven.
Il soprannome di Lord Mountbatten tra i suoi familiari ed amici era Dickie, anche se Riccardo non era nemmeno tra i suoi molti nomi di battesimo. Questo nomignolo era da attribuirsi, infatti, alla sua bisnonna materna, la regina Vittoria, la quale suggerì il soprannome di Nicky: questo però creò confusione con i molti Nicky della famiglia imperiale russa cosicché lo cambiarono in Dickie.
Il padre era First Sea Lord quando scoppiò la prima guerra mondiale, ma i prevalenti sentimenti estremisti antitedeschi lo obbligarono a rassegnare le dimissioni. Nel 1917, quando la famiglia reale britannica smise di utilizzare i suoi cognomi e titoli tedeschi, il principe Luigi di Battenberg divenne Louis Mountbatten e venne creato I marchese di Milford Haven. Il secondo figlio maschio acquisì, quindi, il titolo di cortesia di Lord Louis Mountbatten e venne chiamato, in via informale, Lord Louis fino alla morte benché gli fosse stata garantita una viscontea come riconoscimento per il suo servizio durante la seconda guerra mondiale in Estremo Oriente ed una contea per il suo ruolo nella transizione dell'India da dipendenza britannica a Stato sovrano.
Durante l'infanzia visitò la corte imperiale di Russia a San Pietroburgo ed entrò in confidenza con la famiglia imperiale che in seguito venne assassinata; ormai anziano egli venne chiamato a dare la propria testimonianza per confutare le pretese delle pretendenti granduchesse Anastasia. Da giovane aveva maturato un sentimento romantico nei confronti di una delle figlie dello zar Nicola II, la granduchessa Maria, e fino alla fine dei suoi giorni egli tenne una sua fotografia accanto al suo letto.
Dopo il cambio di nome del nipote, ed il suo fidanzamento con la futura Regina , si dice che Lord Louis si riferisse alla dinastia del Regno Unito come al futuro «casato di Mountbatten», mentre la regina madre Maria, narrano alcune testimonianze, si rifiutasse di avere rapporti con «quell'assurdo Battenberg» . Il nome della casata reale rimase infatti Windsor, grazie a un successivo decreto reale. A seguito del matrimonio della regina Elisabetta II e del principe Filippo, venne decretato, ma solo dal 1960 che i loro discendenti - eccetto gli eredi diretti al Trono che hanno diritto al trattamento di Altezza Reale - avrebbero dovuto portare il cognome di Mountbatten-Windsor, pur rimanendo inalterato il nome della dinastia.

### Carriera
Dopo aver frequentato la Lockers Park Prep School ed il Naval Cadet School, Mountbatten servì nella Royal Navy durante la prima guerra mondiale. Accompagnò il principe di Galles Edoardo in un tour del 1922 in India (dove incontrò Edwina Ashley ed egli le fece la propria offerta di matrimonio, cui lei acconsentì) e consolidò una stretta amicizia con il Principe. I suoi rapporti con Edoardo si raffreddarono sostanzialmente però durante il successivo regno di questi come re Edoardo VIII e la successiva crisi dell'abdicazione. La lealtà di Mountbatten all'ampia famiglia reale ed al trono, da un lato, e al futuro re, dall'altro, furono testati. Lord Mountbatten si schierò decisamente dalla parte del principe Alberto, duca di York, che sarebbe asceso al trono come Giorgio VI al posto del fratello.
Nel 1937 fu promosso capitano della Royal Navy e nel 1939 ottenne il comando del cacciatorpediniere H.M.S. Kelly.

### Matrimonio

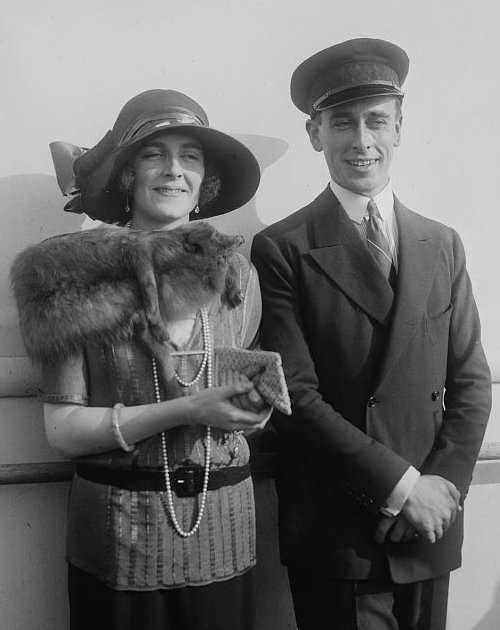
Louis ed Edwina Ashley negli anni '20

Lord Mountbatten si sposò il 18 luglio 1922 con Edwina Cynthia Annette Ashley, figlia di Wilfred William Ashley, in seguito creato I barone Mount Temple, a sua volta nipote del VII conte di Shaftesbury. Lei era la nipote preferita del magnate edoardiano Sir Ernest Cassel e la principale erede della sua fortuna. Al matrimonio seguì un affascinante viaggio di nozze nelle corti europee ed in America che incluse una visita ad Hollywood in compagnia di Douglas Fairbanks, Mary Pickford e Charlie Chaplin, durante il quale quest'ultimo girò un film amatoriale Nice and Easy impiegando i talenti dei suoi compagni.
La coppia sembrò incompatibile fin dall'inizio. L'ossessione di Louis per l'organizzazione lo portava a controllare Edwina e le chiedeva costanti attenzioni. Non avendo particolari passatempi o passioni, e vivendo lo stile di vita dei reali, Edwina trascorse la maggior parte del suo tempo a party con la crème della società indiana e britannica, facendo viaggi e, nei fine settimana, alloggiando nella residenza di campagna. Nonostante la crescente infelicità da entrambe le parti, Louis si rifiutava di divorziare, temendo che questo avrebbe limitato le sue possibilità di scalare le vette del potere all'interno del mondo militare. Vi erano accuse di infedeltà sia per Lord Louis che per Edwina: le numerose liaison della moglie indussero Louis a cercare una relazione con una donna francese di nome Yola Letellier. Da questo momento in avanti il loro matrimonio si disintegrò, tra costanti accuse e sospetti. La Seconda guerra mondiale diede a Lady Mountbatten l'opportunità di focalizzare la propria attenzione su qualcosa che non fosse l'infedeltà coniugale del marito: ella si unì infatti come amministratore alla St. John's Ambulance Brigade; questo ruolo consegnò ad Edwina l'eredità di essere considerata un'eroina di quel periodo, a causa degli sforzi che profuse per lenire il dolore e le sofferenze del popolo del Punjab.
Come documentato anche dalla biografia ufficiale scritta da Philip Ziegler, il matrimonio fu piuttosto burrascoso, con relazione adulterine da entrambe le parti. Tanto il marito quanto la moglie ammisero prontamente molte relazioni, particolarmente durante gli anni 1930; l'intimità di Lady Mountbatten con Nehru era ben conosciuta. Durante le estati, Lady Mountbatten frequentava la casa di Nehru, dove trascorreva le afose giornate sulla sua veranda. La corrispondenza personale tra i due rivela effettivamente una relazione soddisfacente, ma al tempo stesso frustrante. Ancora oggi è dibattuta la questione circa il fatto se la loro relazione giunse anche ad un livello fisico. Entrambe le figlie dei Mountbatten riconobbero candidamente che la madre aveva un temperamento focoso e che non sempre sosteneva il marito, soprattutto quando la gelosia della posizione sociale del consorte prevaricava il senso di avere una causa in comune.
Successivamente, A.N. Wilson, nel suo famoso After the Victorians: 1901-1953 asserì che Lord Mountbatten stesso portasse avanti delle relazioni con amanti di ambo i sessi e che tra gli amici era conosciuto come Mountbottom (gioco di parole sul suo nome che può essere tradotto con montare sotto). Suscitò molti commenti un breve articolo del magazine Private Eye che riguardava dei marinai ubriachi sorpresi nella casa londinese di Lord Mountbatten e che alludeva alla sua bisessualità. Il biografo ufficiale di Lord Mountbatten scrisse nella sua opera che egli non trovò nessun elemento che supportasse queste asserzioni, ma negli anni seguenti vennero pubblicate le deposizioni di vari testimoni oculari che avvaloravano l'articolo di Private Eye.
Lady Mountbatten morì all'età di 58 anni il 21 febbraio 1960 a Jesselton (la moderna Kota Kinabalu), nel Borneo del Nord (nell'odierno stato malaysiano di Sabah).

### Sessualità e accuse di abuso su minori
Ron Perks, autista di Mountbatten a Malta nel 1948, ha affermato che era solito visitare la Red House, un bordello gay di lusso a Rabat utilizzato dagli ufficiali della marina. Andrew Lownie, membro della Royal Historical Society, ha scritto che il Federal Bureau of Investigation (FBI) degli Stati Uniti conserva dei file sulla presunta omosessualità di Mountbatten. Lownie ha anche intervistato diversi giovani che hanno affermato di aver avuto relazioni con Mountbatten. John Barratt, segretario personale e privato di Mountbatten per 20 anni, ha affermato che Mountbatten non era omosessuale e che sarebbe stato impossibile nascondergli un fatto del genere.
Nel 2019 sono stati resi pubblici i file che dimostrano che l'FBI era a conoscenza negli anni '40 delle accuse di omosessualità e pedofilia di Mountbatten. Il file dell'FBI su Mountbatten, iniziato dopo che ebbe assunto il ruolo di Comandante supremo alleato nel sud-est asiatico nel 1944, descrive Mountbatten e sua moglie Edwina come "persone di morale estremamente bassa" e contiene un'affermazione della scrittrice americana Elizabeth Wharton Drexel, secondo la quale Mountbatten era noto come omosessuale e aveva "una perversione per i giovani ragazzi". Norman Nield, autista di Mountbatten dal 1942 al 1943, ha dichiarato al tabloid New Zealand Truth di aver trasportato nella residenza ufficiale di Mountbatten ragazzini tra gli 8 e i 12 anni procurati per l'ammiraglio e di essere stato pagato per tacere. Robin Bryans aveva anche dichiarato alla rivista irlandese Now che Mountbatten e Anthony Blunt, insieme ad altri, facevano parte di un giro che praticava orge omosessuali e procurava ragazzi del primo anno di scuola pubblica come la Portora Royal School di Enniskillen. Ex residenti della Kincora Boys' Home di Belfast hanno affermato di essere stati oggetti di questi traffici con Mountbatten al Classiebawn Castle, la sua residenza a Mullaghmore, nella contea di Sligo. Queste affermazioni sono state respinte dall'Historical Institution Abuse (HIA) Inquiry. L'HIA ha dichiarato che l'articolo che conteneva le accuse iniziali "non forniva basi per le affermazioni che una qualsiasi di queste persone [Mountbatten e altri] fosse collegata a Kincora".
Nell'ottobre del 2022 Arthur Smyth, un ex residente di Kincora, ha rinunciato all'anonimato per formulare accuse di abusi su minori nei confronti di Mountbatten. Le accuse sono parte di una causa civile contro le autorità statali responsabili della cura dei bambini a Kincora.

### Seconda guerra mondiale

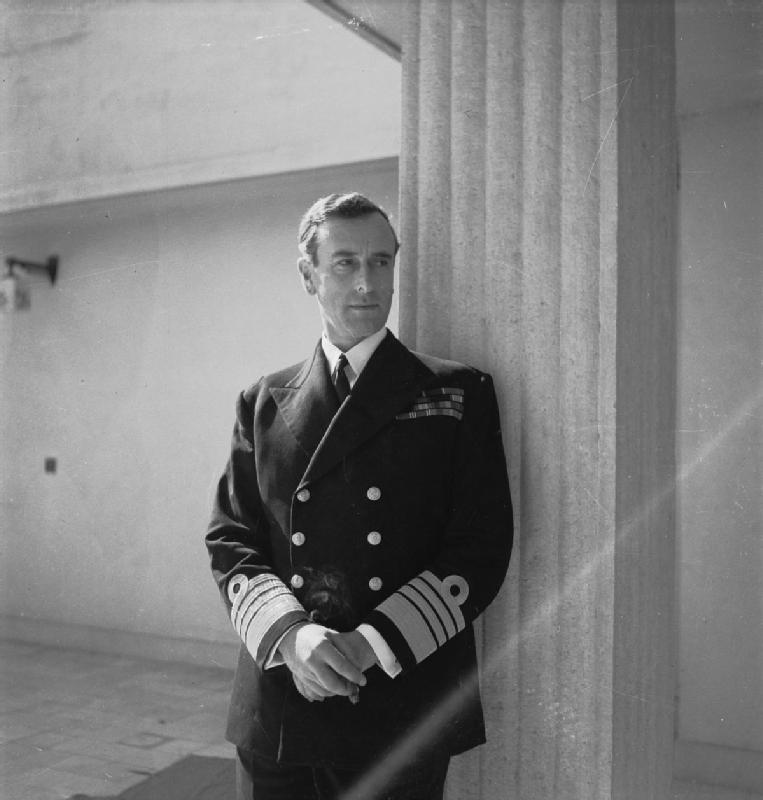
Lord Louis fotografato da Cecil Beaton durante la seconda guerra mondiale

Nella seconda guerra mondiale egli comandò la V Flottiglia cacciatorpediniere. La sua nave, il cacciatorpediniere H.M.S. Kelly, divenne famosa per aver compiuto molte prodezze. Ai primi di maggio del 1940, Lord Mountbatten condusse un convoglio attraverso la nebbia per evacuare le forze Alleate che avevano partecipato alla campagna Namsos. Nel 1940 inventò il pigmento per il camuffamento navale Rosa Mountbatten. La sua nave venne affondata nel maggio 1941 durante la campagna di Creta.
Nell'agosto del 1941 Lord Mountbatten venne promosso commodoro e nominato capitano dell'HMS Illustrious che si trovava a Norfolk, in Virginia, per essere riparata a seguito dell'azione militare avvenuta a Malta, nel Mediterraneo, in gennaio. Durante questo periodo di relativa inattività fece una visita in aereo a Pearl Harbor, dove non si stupì della scarsa preparazione e della generale mancanza di cooperazione tra la marina e l'esercito statunitense, compresa l'assenza di una forza congiunta.
Lord Mountbatten era un prediletto di Winston Churchill (anche se dopo il 1948 Churchill non gli parlò più a causa della sua notoria avversione per il ruolo giocato da Lord Louis nell'indipendenza dell'India e del Pakistan) ed il 27 ottobre 1941 Mountbatten sostituì Roger Keyes come comandante delle operazioni speciali combinate.
Nel 1942 venne promosso al grado di vice ammiraglio. Egli prese parte personalmente al fallito raid su Dieppe del 19 agosto 1942 (fonti dell'esercito Alleato, specialmente del feldmaresciallo Montgomery, comunque ritenevano fosse mal concepito fin dall'inizio). Il raid di Dieppe fu generalmente riconosciuto come disastroso, con perdite di migliaia di uomini (comprendendo anche i feriti ed i prigionieri), la grande maggioranza dei quali canadesi. Lo storico Brian Loring Villa ritiene che Mountbatten diresse l'azione senza avere alcuna autorizzazione, ma che l'intenzione di comportarsi in questo modo era conosciuta ai suoi superiori, che però non agirono per fermarlo.
Lord Mountbatten riteneva però che la lezione imparata dalla disfatta di Dieppe fosse necessaria per la pianificazione dell'invasione della Normandia, anche se gli storici militari, come ad esempio il Royal Marine Julian Thompson, scrissero che questa lezione non avrebbe richiesto una sconfitta come quella di Dieppe per essere imparata.
Come conseguenza, Lord Mountbatten divenne una figura controversa in Canada, con la Royal Canadian Legion che ne prendeva le distanze durante le visite che egli compì durante gli ultimi anni della sua carriera; le sue relazioni con i veterani canadesi infatti «rimasero glaciali». Ciò nondimeno, un corpo dei Royal Canadian Sea Cadet (RCSCC nº 134 Admiral Mountbatten a Sudbury, Ontario) venne battezzato con il suo nome nel 1946.
Alla fine del 1942, Mountbatten propose il progetto Habakkuk a Churchill, ma il progetto della superportaerei in Pykrete non venne mai completato.
Nell'ottobre 1943 Churchill lo promosse ammiraglio e nominò Lord Mountbatten supremo comandante Alleato del teatro di guerra dell'Asia Sudorientale. Come prevedibile egli approntò un quartier generale nel palazzo reale di Kandy, in Sri Lanka, ma i generali americani non ne rimasero impressionati. Le sue idee poco pratiche vennero comunque vagliate da un esperto staff di pianificazione guidato dal tenente colonnello James Allason, benché alcune di queste, come ad esempio la proposta di lanciare un ambizioso assalto vicino a Rangoon (Birmania), arrivassero fino a Churchill prima di venir revocate. Egli mantenne l'incarico fino a quando il comando per l'Asia Sudorientale (SEAC, South East Asia Command) non venne sciolto nel 1946.
Durante il periodo in cui fu supremo comandante Alleato in oriente, il suo comando supervisionò le operazioni, condotte dal generale William Slim, di riconquista della Birmania dalle mani dei giapponesi; in questa occasione egli supervisionò il generale statunitense Albert Coady Wedemeyer. Una grande soddisfazione personale per Lord Mountbatten fu la ricezione della disfatta giapponese a Singapore quando le truppe britanniche ritornarono sull'isola per accettare formalmente la resa delle forze nipponiche nella regione guidate dal generale Itagaki Seishiro il 12 settembre 1945, operazione che venne nominata operazione Tiderace.
Nel 1946 fu creato I visconte Mountbatten of Birmania, of Romsey in the County of Southampton, e, l'anno dopo, I conte Mountbatten di Birmania e barone Romsey, of Romsey in the County of Southampton (1947), titoli nobiliari nella paria del Regno Unito.

### Ultimo viceré d'India

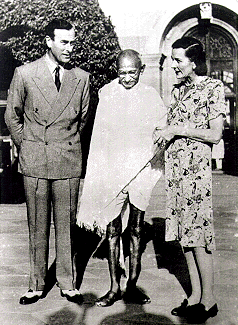
Lord Louis, viceré dell'India insieme alla moglie Edwina e Gandhi innanzi al Palazzo del Viceré a New Delhi nel marzo 1947

La sua esperienza nella regione ed in particolare le sue presunte simpatie laburiste del tempo indussero il premier Clement Attlee a nominarlo nel febbraio 1947 viceré dl'India dopo la guerra. Nella sua posizione di viceré, Lord Mountbatten sorvegliava la concessione dell'indipendenza ai territori indiani, come ad esempio India e Pakistan. Negli anni successivi, l'India precedente all'indipendenza venne chiamata India britannica; prima della suddivisione e dell'indipendenza con questo termine ci si riferiva quindi a quelle parti dell'India che erano direttamente amministrate dagli inglesi, in opposizione a quelle terre che erano sotto il controllo di principi indiani.
Egli intrattenne solide relazioni con i principi indiani che si diceva riponessero molta fiducia in lui e, sulle basi dei suoi rapporti con la monarchia britannica, persuase molti di loro ad aderire alla creazione dei nuovi stati di India e Pakistan. Queste sue manovre furono di vitale importanza per i primi passi dell'indipendenza indiana, benché, in ultima istanza, l'India ed il Pakistan post-indipendenza abolirono queste loro prerogative.
Nonostante la sua grande amicizia per Jawaharlal Nehru ed il rapporto amichevole con Mahatma Gandhi, la sua inabilità a trattare con Mohammad Ali Jinnah costrinse ben presto Mountbatten ad abbandonare la speranza di salvare un'India indipendente e unita, rassegnandosi alla partition in Pakistan ed India che proclamò il 13 agosto.
Dopo l'indipendenza, che venne dichiarata alla mezzanotte tra il 14 ed il 15 agosto 1947 (in Pakistan è celebrata il 14, mentre in India il 15), egli rimase a Nuova Delhi per dieci mesi, lavorando come primo governatore generale dell'India fino al giugno 1948; la monarchia venne infatti abolita nel 1950 e l'ufficio di governatore generale venne sostituito con quello di un presidente non esecutivo. Nonostante le azioni di autopromozione molto efficaci che egli condusse in vita circa il ruolo giocato nell'indipendenza indiana — specialmente nella serie per la televisione The Life and Times of Admiral of the Fleet Lord Mountbatten of Burma, prodotta dal genero Lord Brabourne, e nel libro Freedom at Midnight di Larry Collins e Dominique Lapierre, cui fornì molte informazioni — il suo ricordo è piuttosto ambiguo. Secondo alcuni egli accelerò indebitamente il processo di indipendenza, prevedendo grandi distruzioni e perdite di vite umane e non desiderando che queste accadessero sotto il governo britannico; ma così facendo egli provocò realmente queste disgrazie, soprattutto durante la partizione del Punjab e, in modo minore, del Bengala.
John Kenneth Galbraith, l'economista di Harvard canadese-americano, che fu consigliere dei governi dell'India negli anni 1950 e che divenne un amico di Nehru e che ricoprì la carica di ambasciatore statunitense dal 1961 al 1963, fu un critico piuttosto aspro di Mountbatten con riguardo alla questione indiana. Le terribili distruzioni causate dalla partition del Punjab sono vividamente descritte in Freedom at Midnight di Collins e Lapierre e nel romanzo Ice Candy Man di Bapsi Sidhwa (pubblicato negli Stati Uniti come Cracking India), da cui venne tratto il film Earth di Deepa Mehta. In tutte le rappresentazioni della terribile strage che seguì la partition, Lady Mountbatten è invece universalmente lodata per i suoi sforzi eroici per alleviare le sofferenze e, ad oggi, rimane un'eroina indiana.

### Capo della flotta e della difesa

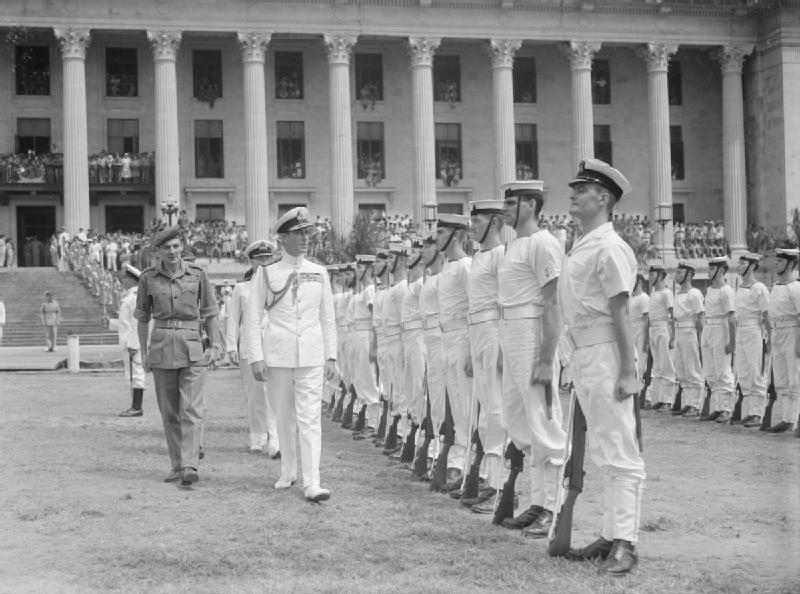
Lord Mountbatten ispeziona la guardia navale d'onore all'esterno del palazzo municipale di Singapore prima della cerimonia di resa delle forze armate giapponesi

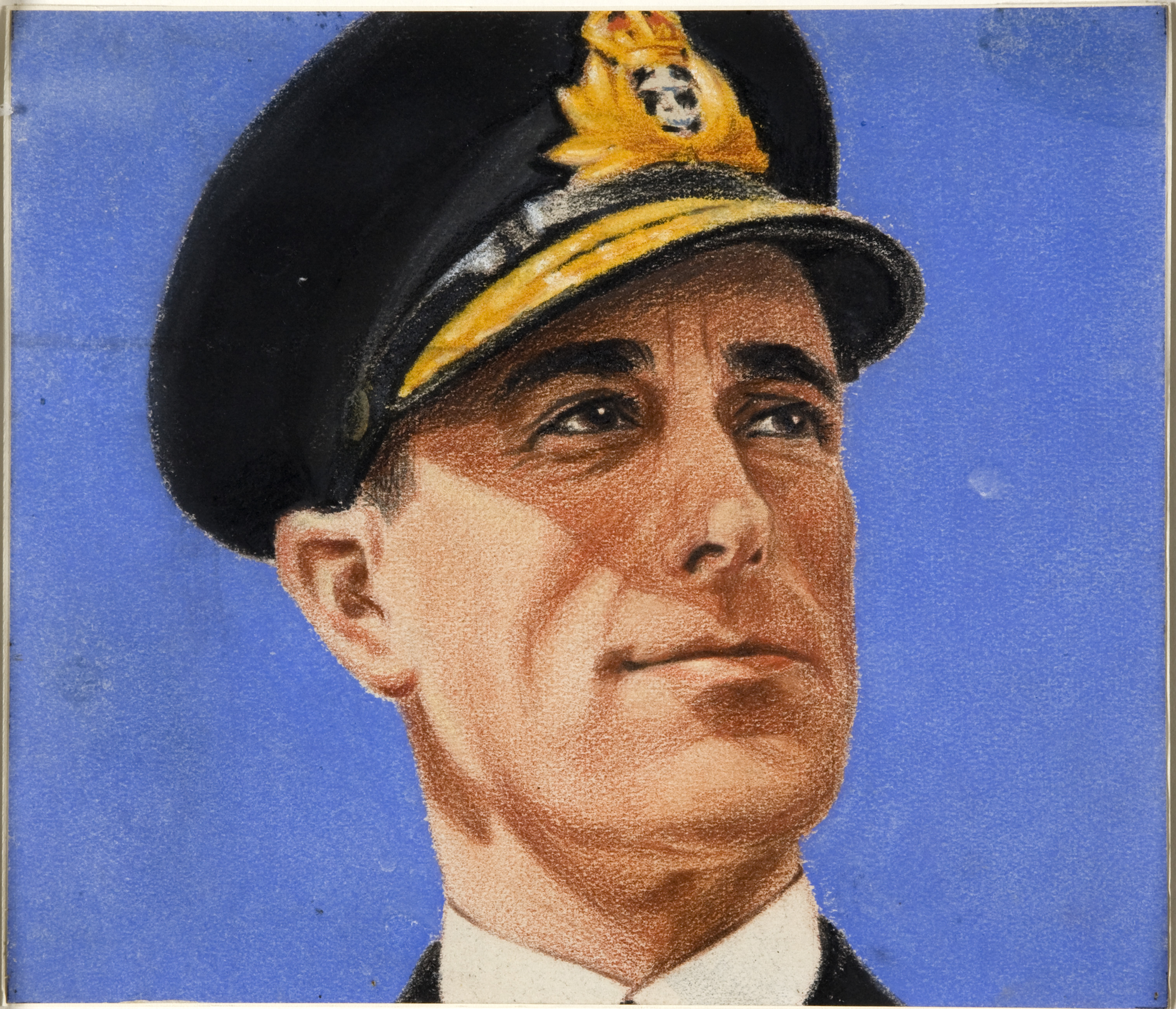
Lord Louis, capo della flotta e della difesa

Dopo il periodo trascorso in India, Mountbatten prestò servizio nella Flotta del Mediterraneo come ufficiale di staff nell'Ammiragliato. Ne raggiunse i vertici con la carica, ricevuta nel 1955, di First Sea Lord (capo di stato maggiore della marina). Egli la considerò anche come una specie di risarcimento per la macchia all'onore del padre, che venne costretto a rassegnare le dimissioni da Primo lord dell'Ammiragliato nel 1914 dopo essere stato falsamente accusato di simpatie pro-Germania.
Quindi fu nominato dal governo conservatore Chief of the Defence Staff (Capo di stato maggiore della difesa), dove restò sei anni, dal 1959 al 1965, durante il governo laburista.
Si ritiene che nel 1967 Mountbatten ebbe un incontro privato con il noto giornalista e agente della MI5 Cecil King e il capo consigliere scientifico del governo Solly Zuckerman. King intendeva organizzare un'azione contro il governo laburista di Harold Wilson colpito dalla crisi, e fece quindi pressioni su Lord Louis affinché diventasse il leader di un governo di salvezza nazionale. Mountbatten apparentemente considerò l'idea di guidare il movimento, ma Zuckerman osservò che questo equivaleva ad un tradimento e quindi del progetto non se ne fece più nulla a causa della riluttanza ad agire di Mountbatten. Rivendicazioni di un complotto della MI5 contro Wilson sono state prese in considerazione molte volte, ma non furono mai individuate delle prove credibili.
Mountbatten venne nominato primo Lord Lieutenant (Lord Luogotenente) dell'isola di Wight a seguito della creazione della contea nel 1974. Egli mantenne l'incarico fino alla morte.
Mountbatten si fece vanto dell'attività di favorire la comprensione interculturale; nel 1984, con il patrocinio della figlia maggiore, venne creato il Mountbatten Internship Programme, per consentire ai giovani l'opportunità di accrescere le loro conoscenze interculturali spendendo del tempo all'estero.
Dal 1967 al 1978 Mountbatten fu presidente della United World Colleges Organisation (Organizzazione Mondiale dei Collegi del Mondo Unito), allora formata da un unico collegio, l'Atlantic College del Galles del Sud. Mountbatten supportò l'organizzazione ed incoraggiò i capi di Stato, i politici e le personalità più importanti del mondo a condividerne gli interessi. Sotto la presidenza e con il coinvolgimento personale di Mountbatten, la United World Colleges Organisation dell'Asia Sudorientale venne fondata a Singapore nel 1971, seguita dalla UWC del Pacifico in Canada nel 1974. Nel 1978, Lord Mountbatten di Birmania passò la presidenza al suo pronipote, il Principe di Galles.

### Tutoraggio del Principe di Galles
Mountbatten ebbe una grande influenza sul pronipote, il Principe di Galles (più tardi re Carlo III), prima sulla sua educazione e successivamente come guida e consigliere; secondo la biografia del principe scritta da Jonathan Dimbleby, i due si chiamavano amichevolmente Nonno onorario e Nipote onorario. In ogni caso, sia per il biografo di Mountbatten che per Dimbledy, i risultati di questa influenza potrebbero essere stati alterni. A volte Mountbatten rimproverava fortemente al principe il fatto che tendesse ad indulgere in piaceri oziosi, vedendo in questo il dilettantismo del carattere del precedente Principe di Galles, re Edoardo VIII, in seguito duca di Windsor, che Mountbatten aveva conosciuto bene in gioventù. D'altronde egli incoraggiò anche il principe a godere delle gioie della vita da scapolo finché poteva e, in seguito, lo spinse a sposare una giovane ragazza senza esperienza per assicurarsi una stabile vita coniugale.
D'altronde le qualifiche di Mountbatten per offrire i propri consigli all'erede al trono erano uniche: fu proprio lui che organizzò la visita di re Giorgio VI e della regina consorte Elisabetta al Dartmouth Royal Naval College il 22 luglio 1939, avendo cura di includere nell'invito anche le giovani principesse Elisabetta e Margaret e di assegnare al nipote, il cadetto principe Filippo di Grecia, il compito di intrattenerle mentre i genitori visitavano la struttura. Fu questo il primo incontro di cui si abbia notizia dei futuri genitori di Carlo. Alcuni mesi più tardi, gli sforzi di Lord Mountbatten rischiarono di fallire quando ricevette una lettera dalla sorella Alice, che si trovava ad Atene, che lo informava della visita del figlio Filippo e del fatto che egli avesse deciso di stabilirsi definitivamente in Grecia. Nel giro di alcuni giorni, Filippo ricevette un ordine da parte del cugino e sovrano, re Giorgio II di Grecia, di riprendere la sua carriera nella marina britannica; ordine che venne rispettato dal giovane principe, benché fosse stato impartito senza alcuna spiegazione.
Nel 1974 Mountbatten diede avvio ad uno scambio di lettere con Carlo a proposito di un possibile matrimonio con la nipote, Amanda Knatchbull. Fu proprio in questo periodo, comunque, che egli raccomandò al principe venticinquenne di continuare con i suoi passatempi e relazioni da uomo celibe, e anzi offrì la propria casa a Carlo per i suoi affari romantici, che avrebbero potuto così essere organizzati con la minima pressione della stampa.
Carlo, rispettoso delle regole sociali, scrisse alla madre di Amanda (che era anche la sua madrina), Lady Brabourne, del suo interessamento. La risposta fu incoraggiante, ma d'altronde ella lo avvisò che secondo lei la figlia era ancora troppo giovane per essere corteggiata.
Quattro anni più tardi Mountbatten si procurò un invitò per sé e Amanda per accompagnare il principe Carlo nel suo tour dell'India, pianificato per il 1980. I loro padri però obiettarono prontamente al progetto. Il principe Filippo osservò che l'accoglienza del popolo indiano sarebbe stata più calorosa nei confronti dello zio che del nipote. Lord Brabourne, dal canto suo, ritenne invece che la grande pressione esercitata dalla stampa avrebbe allontanato i due giovani piuttosto che avvicinarli.
Venne quindi progettato che Carlo andasse in India da solo, ma Mountbatten non sopravvisse fino alla data programmata per la partenza. Quando il principe, infine, fece la propria proposta ad Amanda, nel tardo 1979, le circostanze erano cambiate in modo tragico e lei rifiutò.

### Attentato e morte

Lord Mountbatten in tarda età

Mountbatten era solito trascorrere le proprie vacanze nel Classiebawn Castle, una tenuta nei pressi di Mullaghmore, nella contea di Sligo, un piccolo villaggio di mare tra le cittadine di Bundoran, nel Donegal, e di Sligo, sulla costa nordoccidentale dell'Irlanda. Bundoran era una rinomata zona di villeggiatura per i volontari dell'IRA, molti dei quali erano quindi a conoscenza della presenza e dei movimenti di Mountbatten a Mullaghmore. Nonostante i consigli di prestare attenzione e gli allarmi provenienti dalla Garda Síochána (il corpo di polizia della Repubblica d'Irlanda), il 27 agosto 1979, Mountbatten, con a bordo alcuni familiari, andò a veleggiare con la sua barchetta di legno, la Shadow V, che era ormeggiata nel piccolo porticciolo di Mullaghmore.
I combattenti dell'IRA avevano precedentemente piazzato sul natante una bomba radio-controllata da 50 libbre (circa 22 chilogrammi) che venne fatta detonare prima che la barca raggiungesse la baia del Donegal.
Nell'esplosione vennero uccise complessivamente quattro persone, tra cui lo stesso Lord Mountbatten e due ragazzi: Nicholas Knatchbull, il figlio quattordicenne della figlia maggiore di Lord Mountbatten, e Paul Maxwell, un ragazzo quindicenne del Fermanagh che lavorava come membro dell'equipaggio.
La baronessa Brabourne, l'ottantreenne suocera della figlia di Louis, venne ferita gravemente nell'incidente e morì l'indomani per le ferite riportate. Il padre e la madre di Nicholas Knatchbull, assieme al gemello Timothy, vennero feriti gravemente, ma sopravvissero all'esplosione.
Il vice presidente di Sinn Féin, Gerry Adams, a proposito della morte di Mountbatten, fece la seguente affermazione:
Lo stesso giorno che Mountbatten venne assassinato, a Warrenpoint, nella contea di Down, sulla riva nordirlandese del Carlingford Lough, l'IRA fece esplodere due bombe a distanza di circa mezz'ora l'una dall'altra uccidendo diciotto soldati britannici, sedici dei quali del Reggimento Paracadutisti e un tenente colonnello (Lieutenant-Colonel) dei Queen's Own Highlanders e il suo marconista, in quella che venne in seguito ricordata come l'"imboscata di Warrenpoint" (Warrenpoint ambush). Dopo queste due azioni, in alcune zone repubblicane dell'Irlanda, si videro dei graffiti che proclamavano: «La Domenica di Sangue non deve essere dimenticata, ne abbiamo presi diciotto e Mountbatten» (Bloody Sunday not forgotten, we got 18 and Mountbatten o anche, sempre riferendosi ai 13 morti di Derry, 13 gone and not forgotten, we got 18 and Mountbatten).
Il principe Carlo prese particolarmente male la morte di Mountbatten, ricordando agli amici che le cose non sarebbero più state le stesse dopo aver perso il proprio mentore.

### Funerali

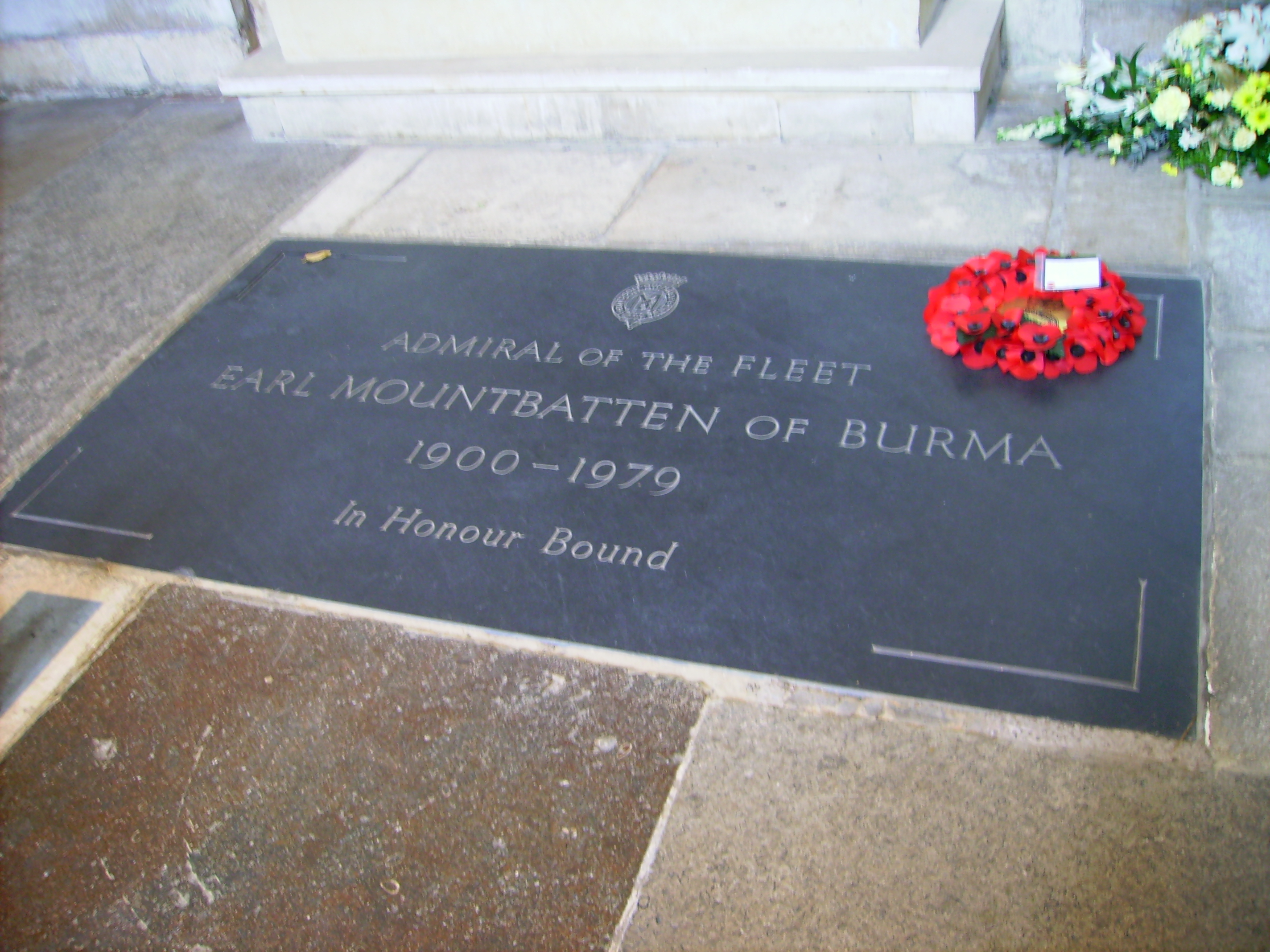
La tomba del Conte Mountbatten di Burma a Romsey Abbey

Mountbatten venne sepolto a Romsey Abbey al termine di un funerale tenutosi a Londra, nell'abbazia di Westminster e ripreso dalla televisione, come egli aveva già precedentemente pianificato. Una cerimonia funebre in onore di Mountbatten fu organizzata a Dublino nella cattedrale di San Patrizio, cui parteciparono il presidente dell'Irlanda, Patrick John Hillery, ed il Taoiseach, Jack Lynch.
Il 23 novembre 1979, Thomas McMahon venne dichiarato colpevole di omicidio per il ruolo che aveva giocato nella sistemazione dell'ordigno esplosivo; venne rilasciato nel 1998 alle condizioni previste dal Good Friday Agreement.
Alla notizia della morte di Mountbatten, l'allora musicista di corte, Malcolm Williamson, venne spinto a scrivere il Lament in Memory of Lord Mountbatten of Burma per violino e orchestra d'archi. Fu questo uno dei tributi più commoventi alla memoria di Mountbatten e la composizione, della durata di 11 minuti, venne suonata per la prima volta il 5 maggio 1980 dallo Scottish Baroque Ensemble, diretto da Leonard Friedman.

## Cultura di massa

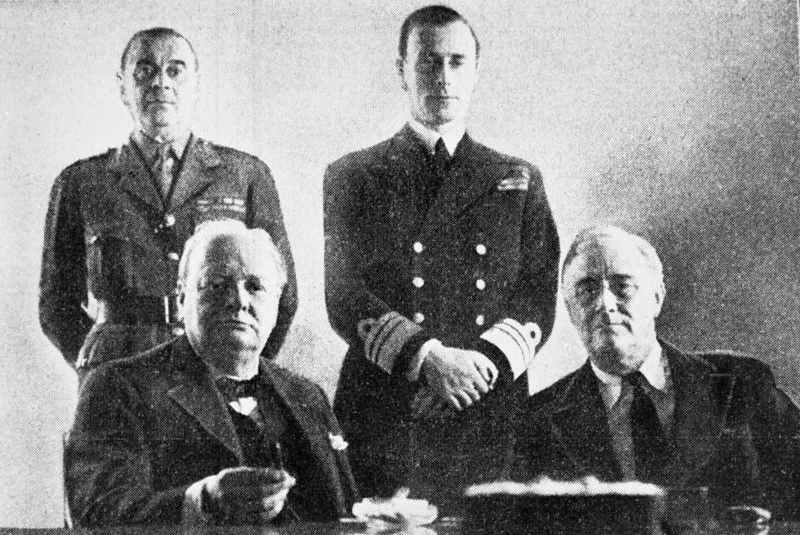
Churchill e Roosevelt alla Conferenza di Casablanca con Mountbatten (in piedi a destra) e Hastings Lionel Ismay (in piedi, a sinistra)

Lord Mountbatten (interpretato da Cristopher Owen) appare nel film La rapina perfetta (2008), che narra la storia di una rapina in banca approvata dal governo negli anni 1970. In un appuntamento segreto alla stazione di Paddington, Mountbatten è rappresentato con un emissario del governo britannico che fornisce al ladro i documenti che gli garantiscono l'immunità, in cambio di fotografie potenzialmente imbarazzanti per la famiglia reale. Mountbatten, nel film, dice: «Non ho mai avuto tali occasioni di eccitamento dalla fine della guerra».
Nella sua canzone Post World War Two Blues, contenuta nell'album Past, Present and Future del 1973, il cantautore Al Stewart fece riferimento alla controversia tra Mountbatten e Winston Churchill a proposito dell'India.
Il periodo in cui Mountbatten fu viceré dell'India, ed in particolare la liaison tra sua moglie e Nehru, era al centro del progetto per il film Indian Summer, liberamente tratto dal libro Indian Summer: The Secret history of the end of an empire di Alex von Tunzelmann, film che tuttavia non venne realizzato.
Nella serie The Crown, Mountbatten appare in vari episodi, interpretato da Greg Wise e Charles Dance.
Lord Mountbatten è stato inoltre interpretato da David Warner nel film per la televisione In Love with Barbara (2008), una biografia della scrittrice di romanzi rosa Barbara Cartland, mandato in onda su BBC Four nel Regno Unito.
Lord Mountbatten è stato interpretato da Hugh Bonneville nel film del Il palazzo del Viceré (2017), ambientato all'epoca in cui Mountbatten tentò di mediare un accordo tra i maggiori leader politici indiani riguardo al nuovo assetto post-coloniale dell'India.

## Discendenza

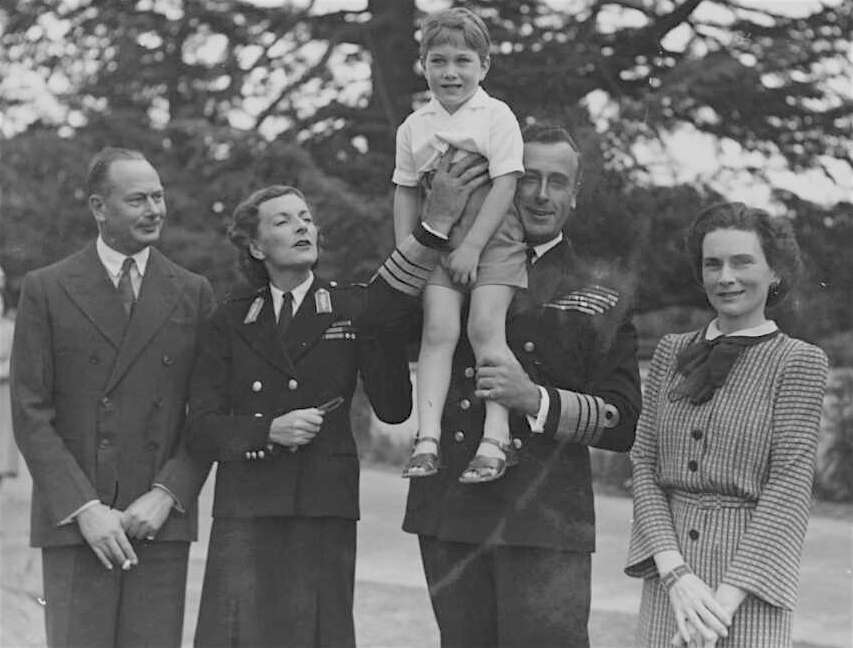
Lord e Lady Mountbatten con Enrico, duca di Gloucester, e Alice Montagu Douglas Scott

Lord Mountbatten e la moglie Edwina Cynthia Annette Ashley ebbero due figlie:
- Patricia Mountbatten, II contessa Mountbatten di Birmania (14 febbraio 1924-13 giugno 2017)
- Lady Pamela Carmen Louise vedova Hicks (19 aprile 1929)

## Titoli e trattamento

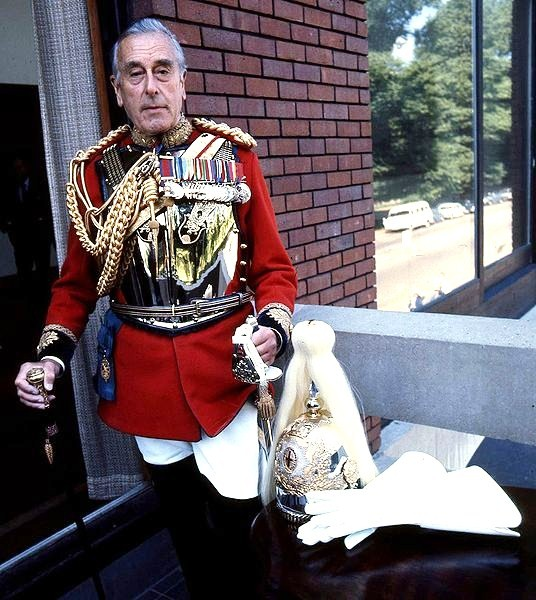
Il Conte Mountbatten di Birmania fotografato da Allan Warren

- 1900-1917: Sua Altezza Serenissima, il principe Louis di Battenberg
  - in tedesco: Durchlaucht Prinz Ludwig Franz Albrecht Victor Nicholas Georg von Battenberg
- 1917-1917: Mr. Louis Mountbatten
- 1917-1920: Lord Louis Mountbatten
- 1920-1922: Lord Louis Mountbatten, MVO
- 1922-1936: Lord Louis Mountbatten, KCVO
- 1936-1937: Lord Louis Mountbatten, KCVO, ADC (P) [EVIIIRI, GVIRI]
- 1937-1941: Lord Louis Mountbatten, GCVO, ADC (P)
- 1941-1943: Lord Louis Mountbatten, GCVO, DSO, ADC (P)
- 1943-1945: Lord Louis Mountbatten, GCVO, CB, DSO, ADC (P)
- 1945-1946: Lord Louis Mountbatten, GCVO, KCB, DSO, ADC (P)
- 1946-1947: The Right Honourable, il visconte Mountbatten di Birmania, GCVO, KCB, DSO, ADC (P)
- 1946-1947: The Right Honourable, il visconte Mountbatten di Birmania, KG, GCVO, KCB, DSO, ADC (P)
- 1947-1947: The Right Honourable, il visconte Mountbatten di Birmania, KG, GCVO, KCB, DSO, PC, ADC (P)
- 21 febbraio 1947-15 agosto 1947: Sua Eccellenza The Right Honourable, il visconte Mountbatten di Birmania, KG, GCSI, GCIE, GCVO, KCB, DSO, PC, ADC (P), viceré e Governatore-Generale d'India
- 15 agosto 1947-28 giugno 1947: Sua Eccellenza The Right Honourable, il visconte Mountbatten di Birmania, KG, GCSI, GCIE, GCVO, KCB, DSO, PC, ADC (P), Governatore-Generale d'India
- 28 giugno 1947-21 giugno 1948: Sua Eccellenza The Right Honourable, il conte Mountbatten di Birmania, KG, GCSI, GCIE, GCVO, KCB, DSO, PC, ADC (P), Governatore-Generale d'India
- 21 giugno 1948-1955: The Right Honourable, il conte Mountbatten di Birmania, KG, GCSI, GCIE, GCVO, KCB, DSO, PC, ADC (P)
- 1955-1965: The Right Honourable, il conte Mountbatten di Birmania, KG, GCB, GCSI, GCIE, GCVO, DSO, PC, ADC (P)
- 1965-1979: The Right Honourable, il conte Mountbatten di Birmania, KG, GCB, OM, GCSI, GCIE, GCVO, DSO, PC, ADC (P), RFS

### La figlia come erede

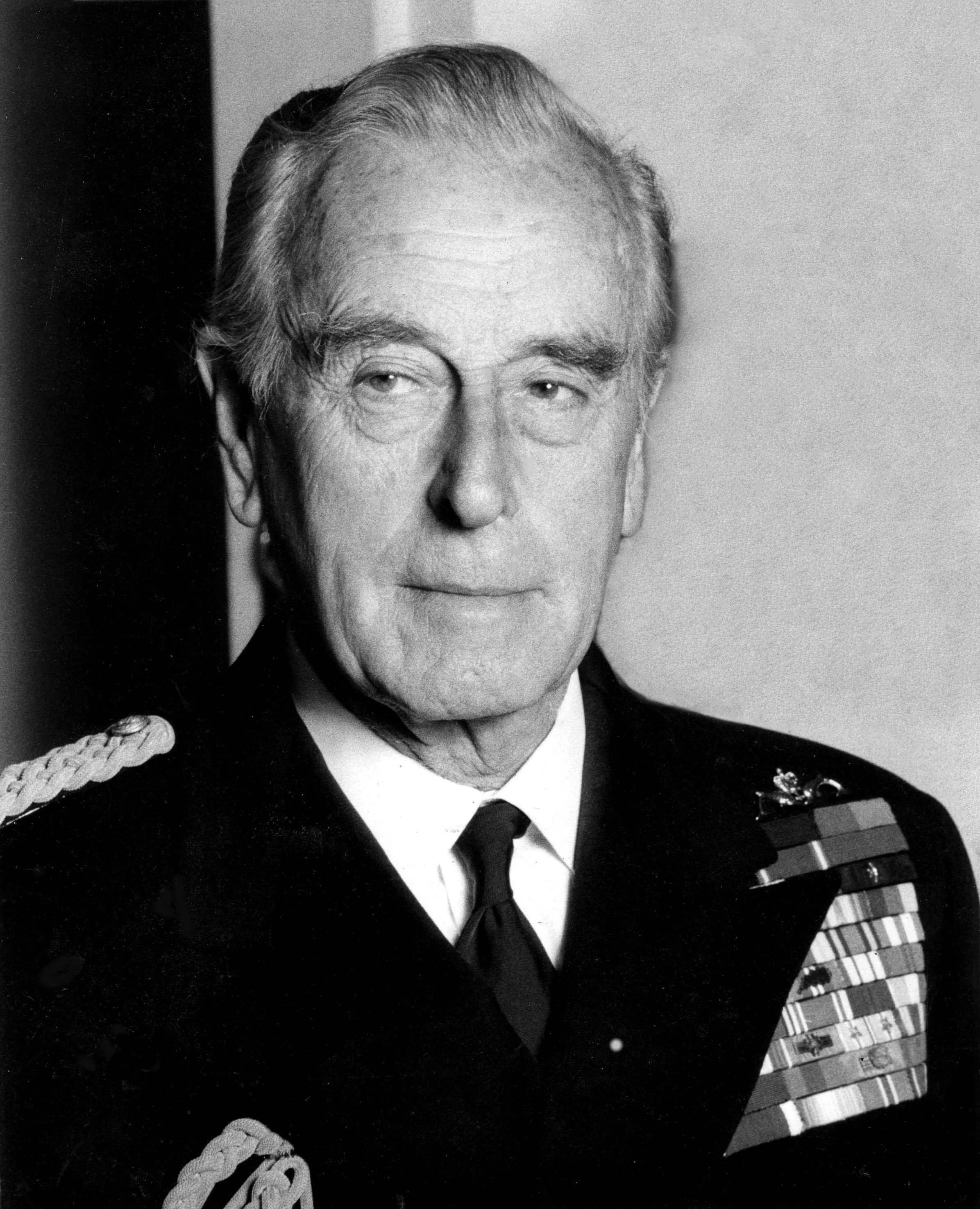
Louis Mountbatten in una fotografia del 1977

Dal momento che Mountbatten non ebbe figli maschi, quando venne creato Visconte il 23 agosto 1946, in seguito Conte e Barone il 28 ottobre 1947, le patenti di nobiltà vennero stilate in modo che i titoli si trasmettessero alla linea femminile e in seguito alla discendenza maschile. Questo fu dovuto ad una sua decisa insistenza: i suoi rapporti con la figlia più grande furono sempre particolarmente stretti e lui aveva da sempre il particolare desiderio che lei potesse succedergli nel titolo come proprio diritto. D'altronde nel passato ci furono numerosi precedenti per altri comandanti militari: esempi ne furono il I visconte Nelson ed il I conte Roberts.

### Stemmi

Stemma dei Conti Mountbatten di Burma
Stemma personale di Louis Mountbatten, Conte di Burma.

## Ascendenza
|                             |               |                                   | Genitori                              |  |  | Nonni |  |  | Bisnonni                    |  |  | Trisnonni                  |  |
|                             |               |                                   |                                       |  |  |       |  |  | Luigi II d'Assia e del Reno |  |  | Luigi I d'Assia e del Reno |  |
|                             |               |                                   |                                       |  |  |       |  |  | Luigi II d'Assia e del Reno |  |  | Luigi I d'Assia e del Reno |  |
|                             |               | Luisa d'Assia-Darmstadt           |                                       |  |  |       |  |  | Luigi II d'Assia e del Reno |  |  |                            |  |
| Alessandro d'Assia          |               |                                   |                                       |  |  |       |  |  | Luigi II d'Assia e del Reno |  |  |                            |  |
|                             |               | Guglielmina di Baden              | Carlo Luigi di Baden                  |  |  |       |  |  |                             |  |  |                            |  |
|                             |               | Guglielmina di Baden              | Carlo Luigi di Baden                  |  |  |       |  |  |                             |  |  |                            |  |
|                             |               | Guglielmina di Baden              | Amalia d'Assia-Darmstadt              |  |  |       |  |  |                             |  |  |                            |  |
| Luigi di Battenberg         |               | Guglielmina di Baden              |                                       |  |  |       |  |  |                             |  |  |                            |  |
|                             |               | Conte Hans Moritz von Hauke       | Friedrich Carl Emanuel Hauke          |  |  |       |  |  |                             |  |  |                            |  |
|                             |               | Conte Hans Moritz von Hauke       | Friedrich Carl Emanuel Hauke          |  |  |       |  |  |                             |  |  |                            |  |
|                             |               | Conte Hans Moritz von Hauke       | Maria Salomé Schweppenhäuser          |  |  |       |  |  |                             |  |  |                            |  |
| Julia von Hauke             |               | Conte Hans Moritz von Hauke       |                                       |  |  |       |  |  |                             |  |  |                            |  |
|                             |               | Sophie Lafontaine                 | Franz Leopold Lafontaine              |  |  |       |  |  |                             |  |  |                            |  |
|                             |               | Sophie Lafontaine                 | Franz Leopold Lafontaine              |  |  |       |  |  |                             |  |  |                            |  |
|                             |               | Sophie Lafontaine                 | Maria Theresa Kornély                 |  |  |       |  |  |                             |  |  |                            |  |
| Lord Louis Mountbatten      |               | Sophie Lafontaine                 |                                       |  |  |       |  |  |                             |  |  |                            |  |
|                             | Carlo d'Assia | Luigi II d'Assia e del Reno       |                                       |  |  |       |  |  |                             |  |  |                            |  |
|                             | Carlo d'Assia | Luigi II d'Assia e del Reno       |                                       |  |  |       |  |  |                             |  |  |                            |  |
|                             | Carlo d'Assia | Guglielmina di Baden              |                                       |  |  |       |  |  |                             |  |  |                            |  |
| Luigi IV d'Assia e del Reno | Carlo d'Assia |                                   |                                       |  |  |       |  |  |                             |  |  |                            |  |
|                             |               | Elisabetta di Prussia             | Federico Guglielmo Carlo di Prussia   |  |  |       |  |  |                             |  |  |                            |  |
|                             |               | Elisabetta di Prussia             | Federico Guglielmo Carlo di Prussia   |  |  |       |  |  |                             |  |  |                            |  |
|                             |               | Elisabetta di Prussia             | Maria Anna d'Assia-Homburg            |  |  |       |  |  |                             |  |  |                            |  |
| Vittoria d'Assia e del Reno |               | Elisabetta di Prussia             |                                       |  |  |       |  |  |                             |  |  |                            |  |
|                             |               | Alberto di Sassonia-Coburgo-Gotha | Ernesto I di Sassonia-Coburgo-Gotha   |  |  |       |  |  |                             |  |  |                            |  |
|                             |               | Alberto di Sassonia-Coburgo-Gotha | Ernesto I di Sassonia-Coburgo-Gotha   |  |  |       |  |  |                             |  |  |                            |  |
|                             |               | Alberto di Sassonia-Coburgo-Gotha | Luisa di Sassonia-Gotha-Altenburg     |  |  |       |  |  |                             |  |  |                            |  |
| Alice di Gran Bretagna      |               | Alberto di Sassonia-Coburgo-Gotha |                                       |  |  |       |  |  |                             |  |  |                            |  |
|                             |               | Vittoria del Regno Unito          | Edoardo Augusto di Hannover           |  |  |       |  |  |                             |  |  |                            |  |
|                             |               | Vittoria del Regno Unito          | Edoardo Augusto di Hannover           |  |  |       |  |  |                             |  |  |                            |  |
|                             |               | Vittoria del Regno Unito          | Vittoria di Sassonia-Coburgo-Saalfeld |  |  |       |  |  |                             |  |  |                            |  |
|                             |               | Vittoria del Regno Unito          |                                       |  |  |       |  |  |                             |  |  |                            |  |

## Onorificenze

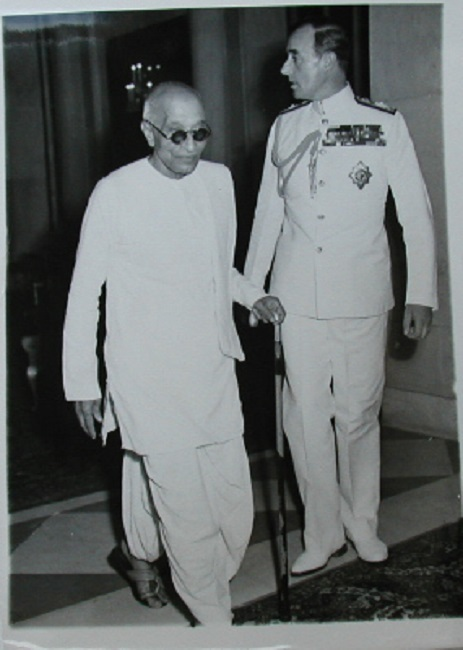
Mountbatten in India nel 1948

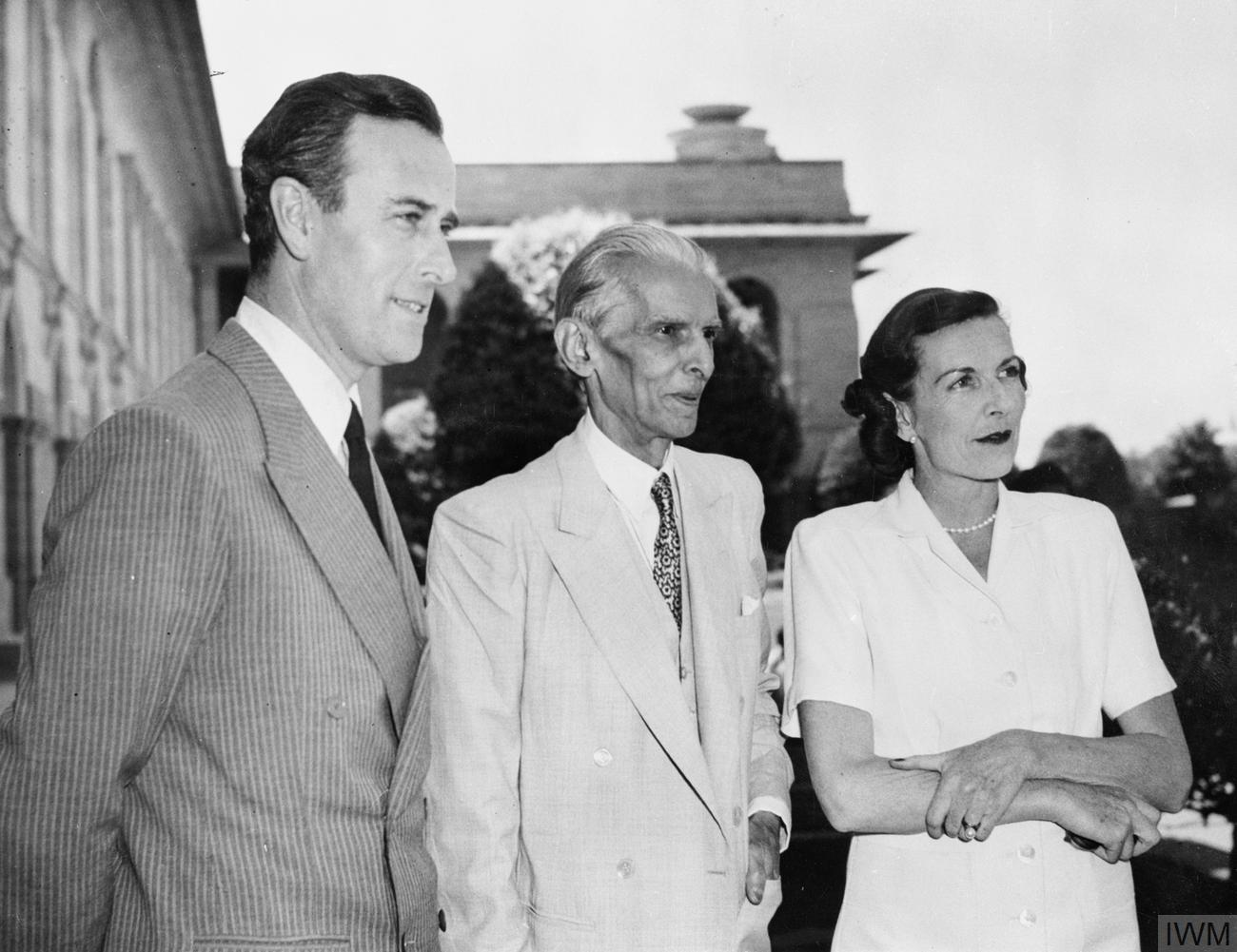
Louis con la moglie e Jinnah

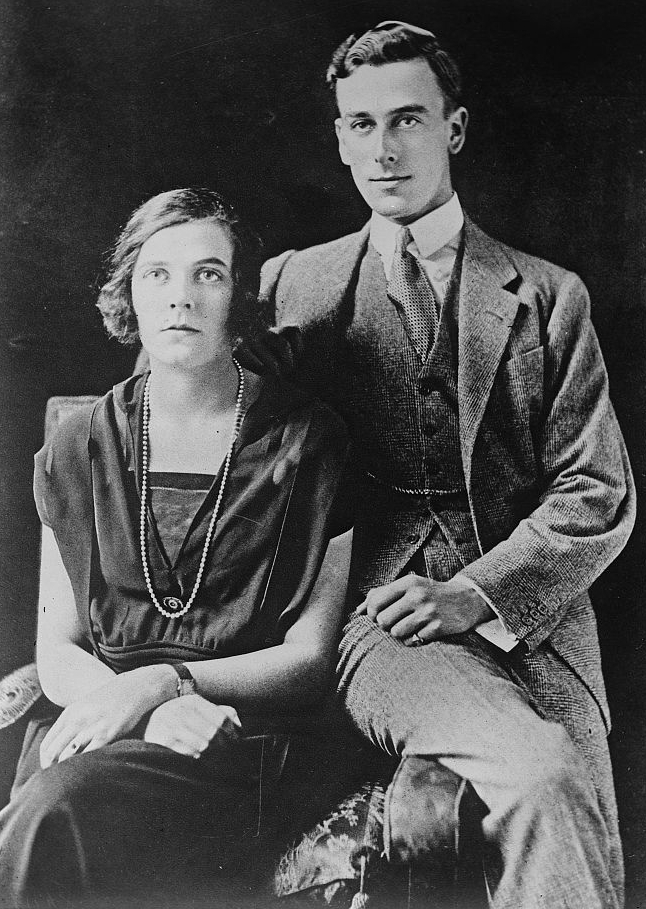
Louis ed Edwina Ashley, ritratti in una foto nei primi anni 1920

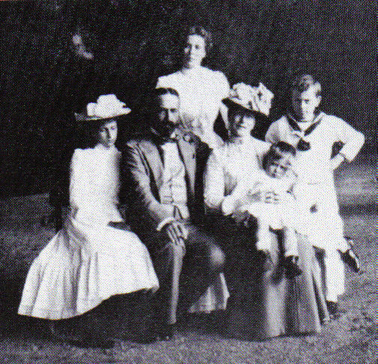
La famiglia Battenberg nel 1902

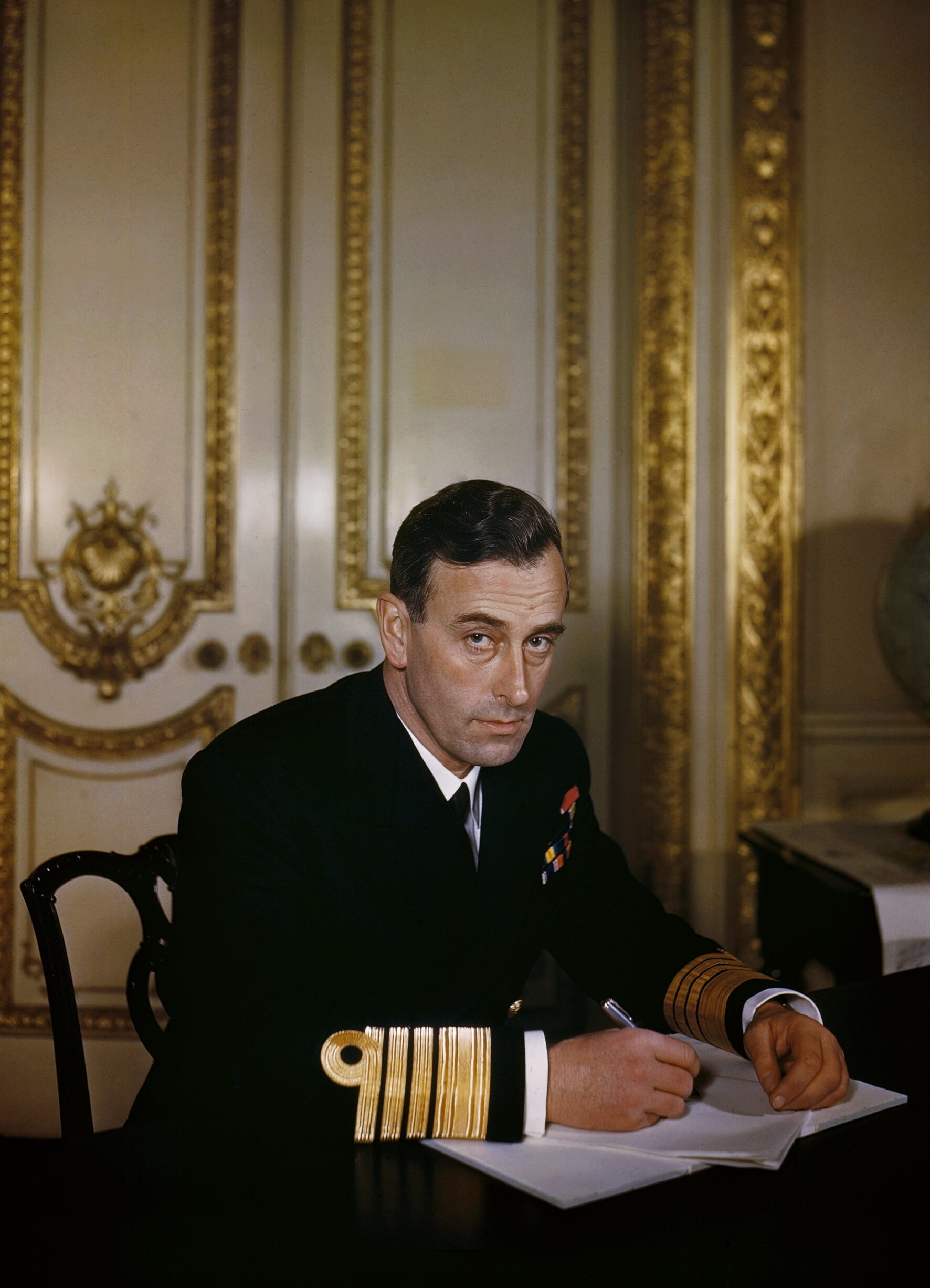
L'Ammiraglio Mountbatten nel 1943

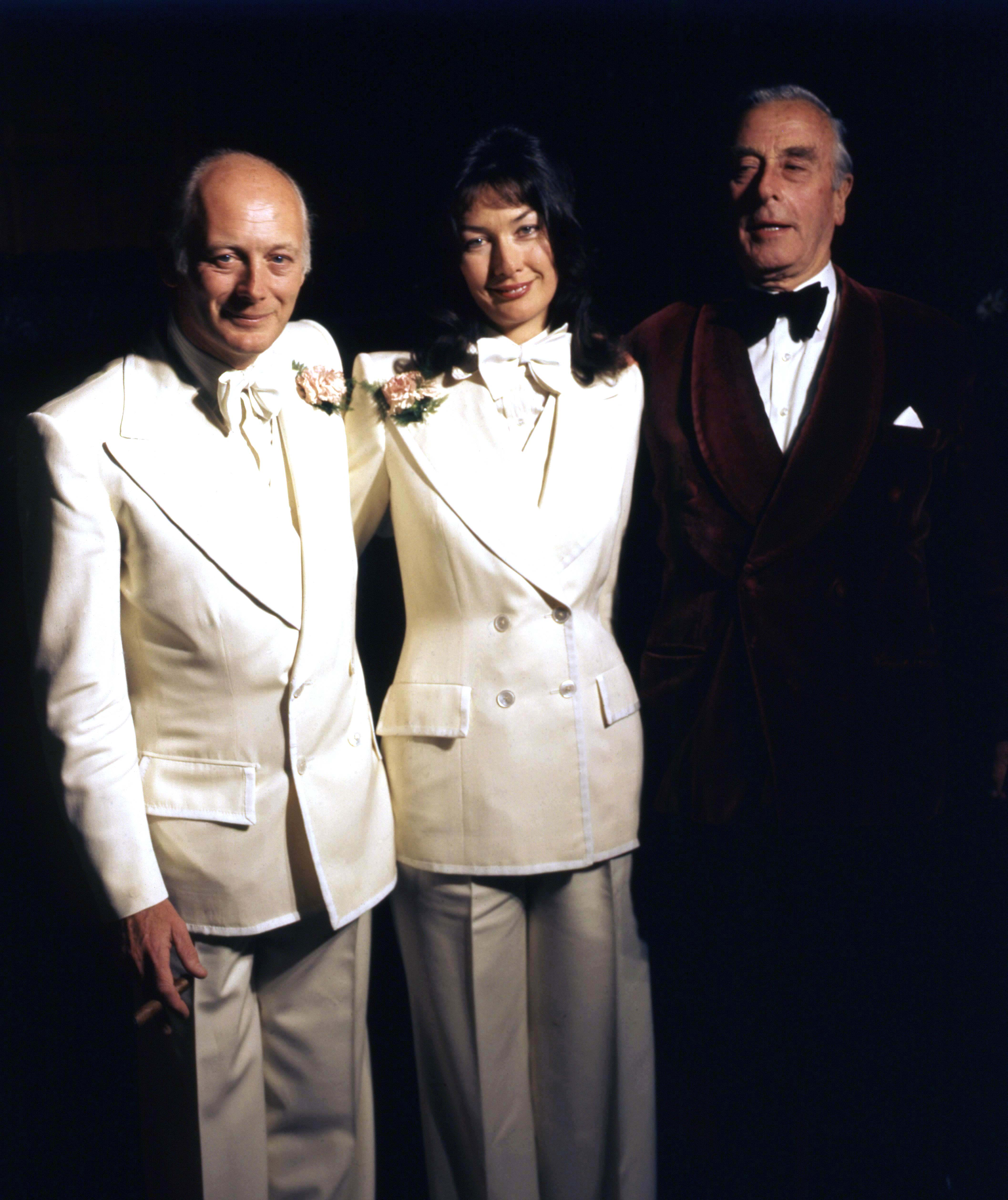
Lord e Lady Montagu e Lord Mountbatten nel 1974

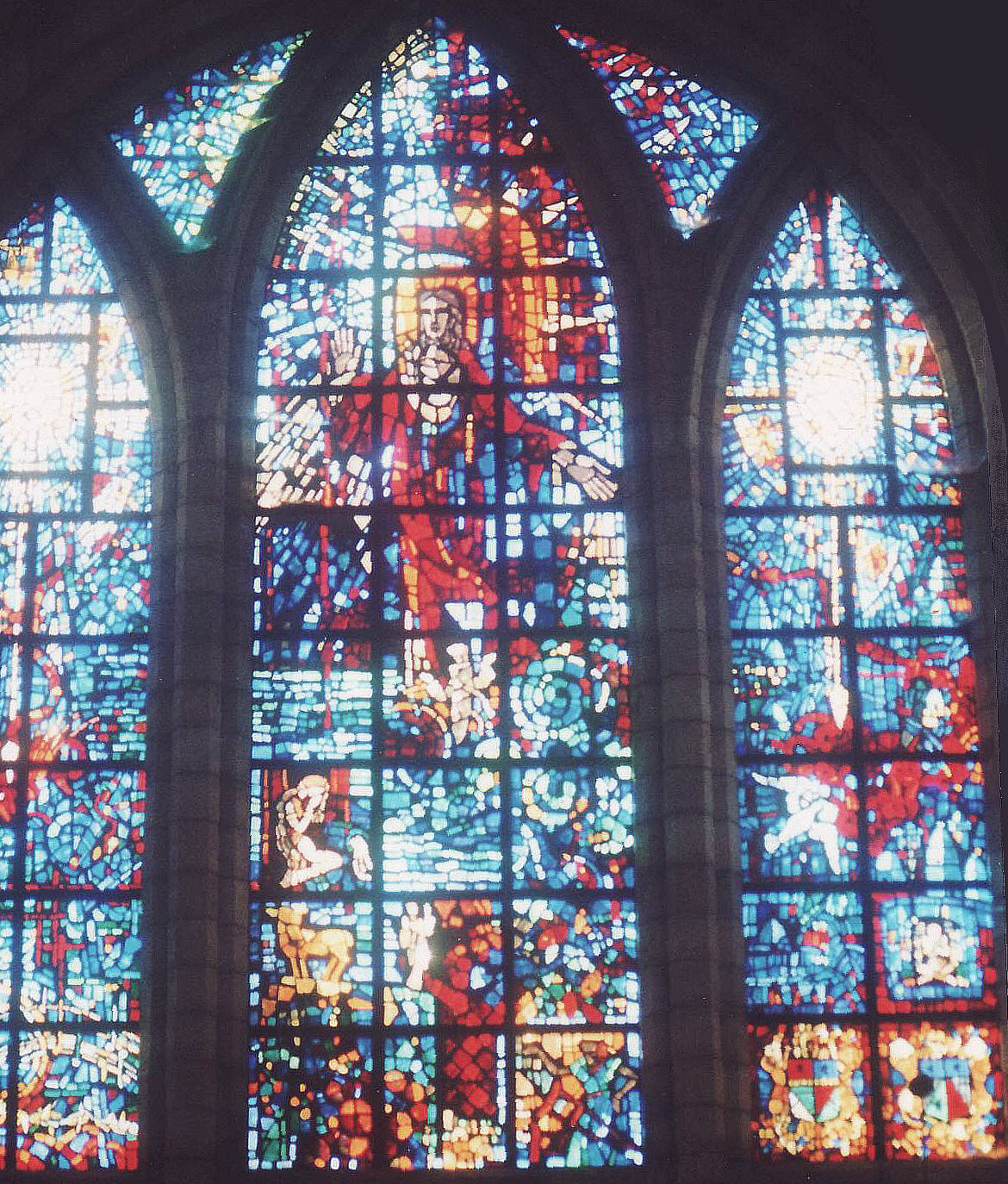
Cristo in trionfo sull'oscurità ed il Demonio di Gabriel Loire (1982) nella cattedrale di San Giorgio, a Città del Capo in Sudafrica, in memoria di Lord Mountbatten

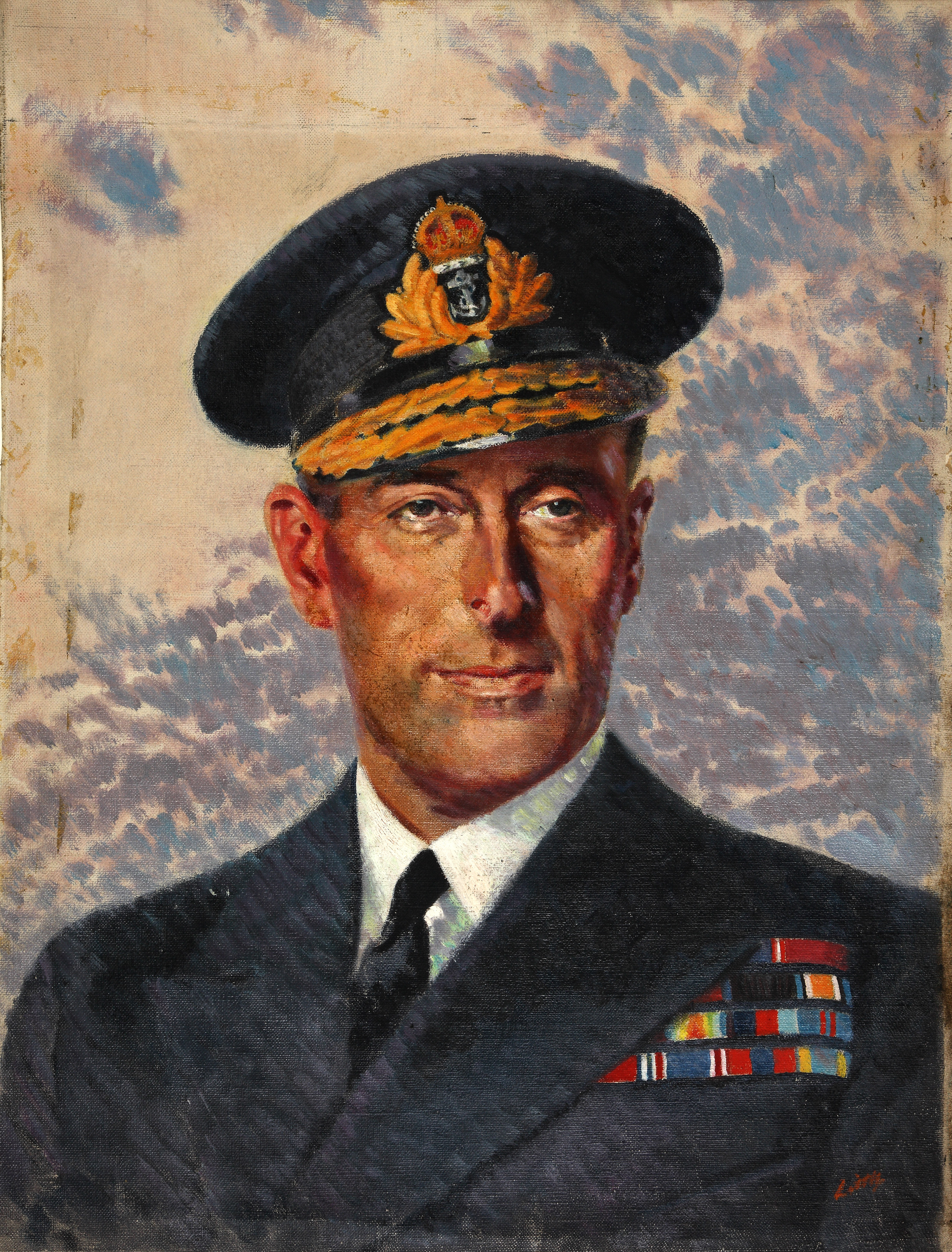
Lord Mountbatten in un ritratto di William Little

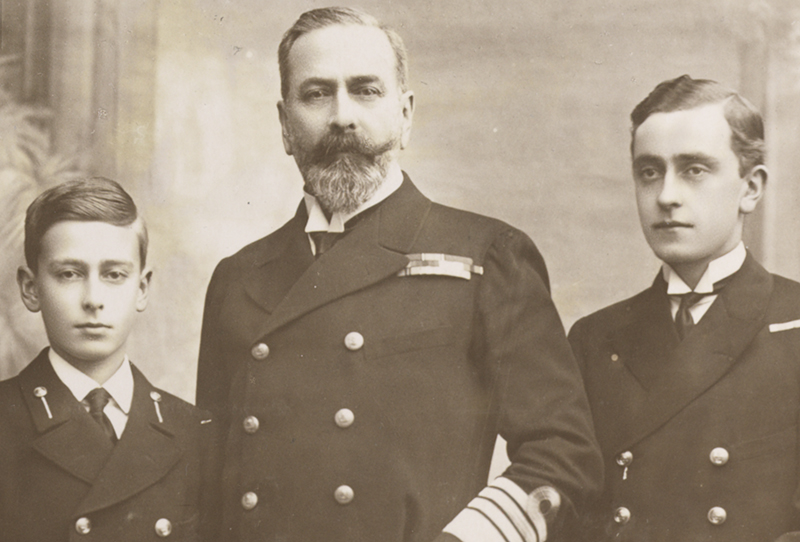
Luis fotografato a 12 anni insieme al padre Luigi di Battenberg e al fratello Giorgio

### Incarichi militari onorari
Aiutante da campo personale (ADC (P) di re Edoardo VIII, re Giorgio VI e della regina Elizabetta II, indossando le cifre reali dei tre sovrani allo stesso tempo sulle spalline.